# Ruta histórica de los tesoros de las Charentes

La región histórica de la Saintonge

La Ruta histórica de los tesoros de las Charentes (en francés: Route historique des trésors des Charentes), o simplemente Tesoros de las Charentes, anteriormente de Saintonge y de Aunis (de Saintonge et d'Aunis), es un circuito turístico de Francia que cubre la antigua provincia de Saintonge, hoy parte del departamento de Charente-Maritime, y que permite visitar 22 mumentos públicos y privados, representativos del arte civil, militar y religioso y que comporta casi 4000 años de historia de la Saintonge.
La presidencia de la asociación recae hasta la fecha en Christine Sebert-Badois, propietaria del Chateau de La Roche Courbon.

## Châteaux

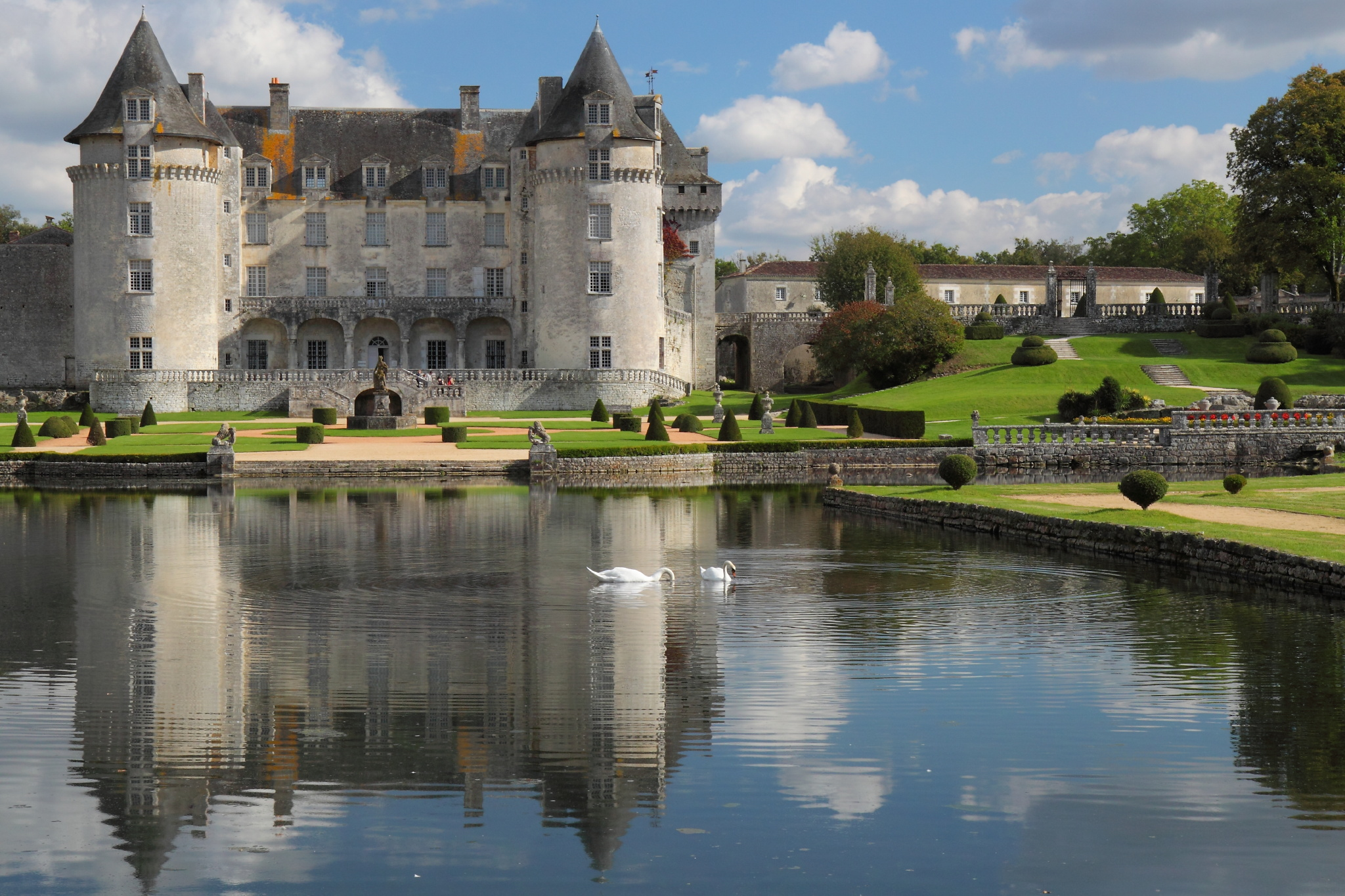
Château de la Roche-Courbon
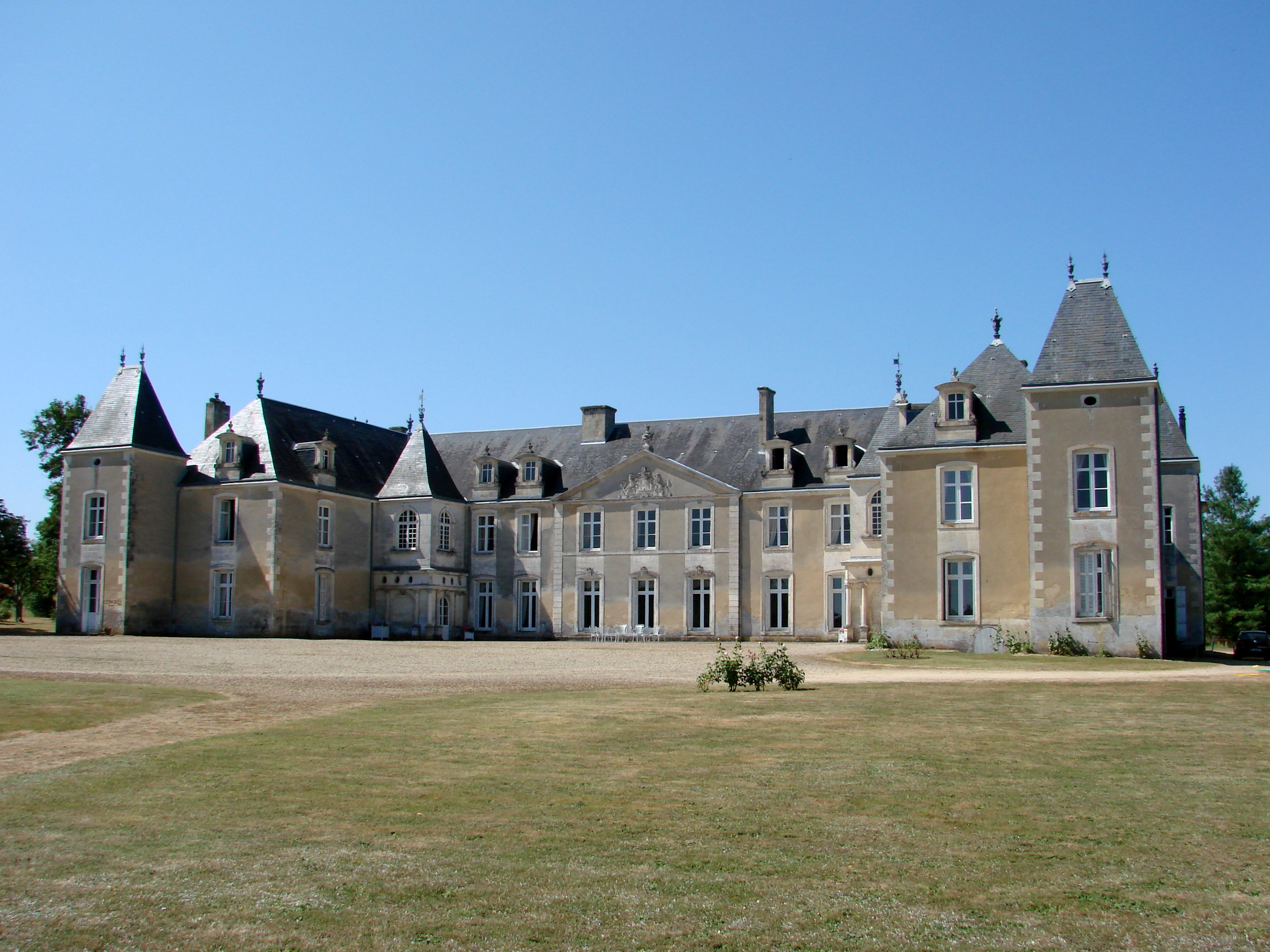
Château de Panloy
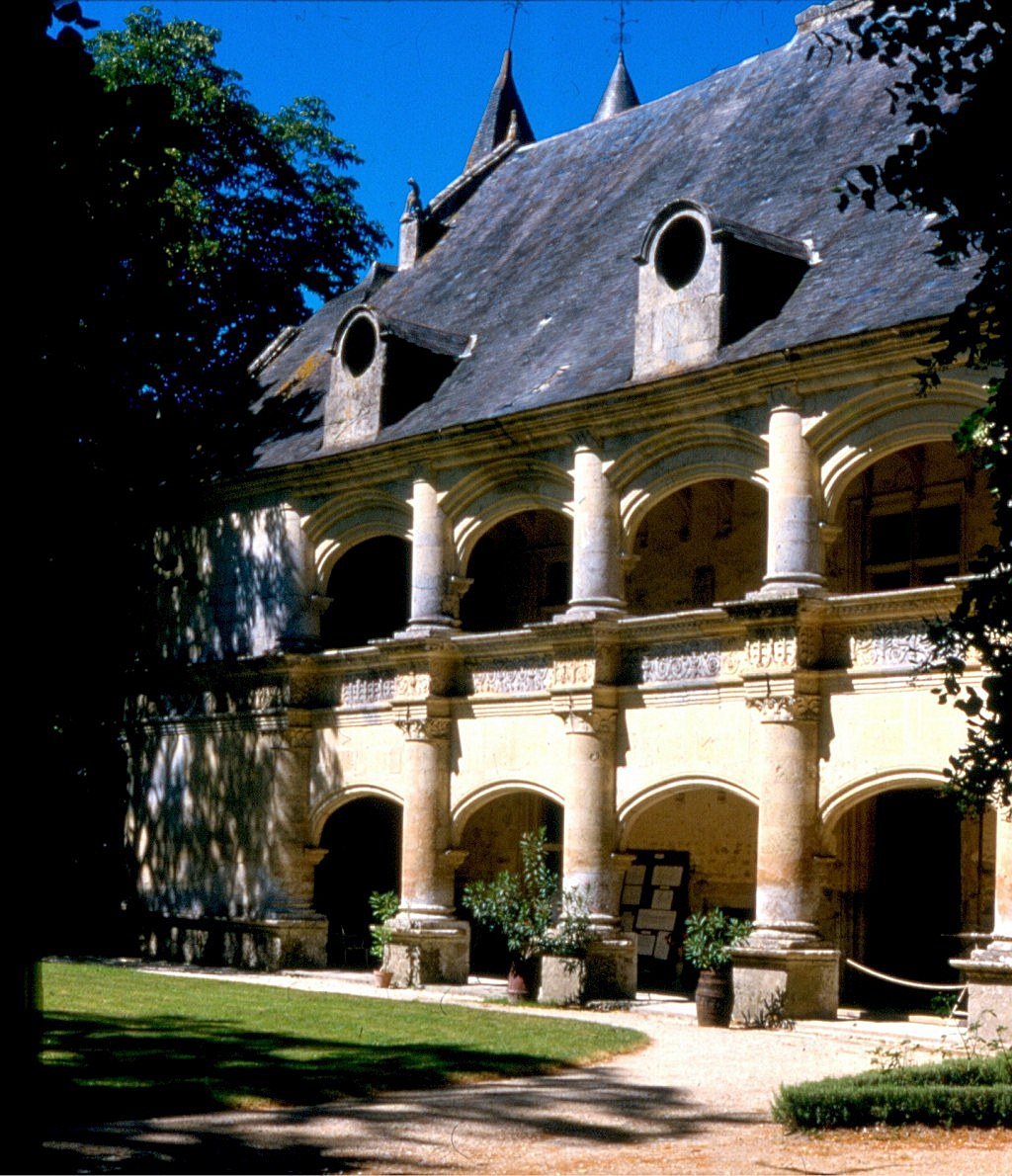
Château de Dampierre-sur-Boutonne
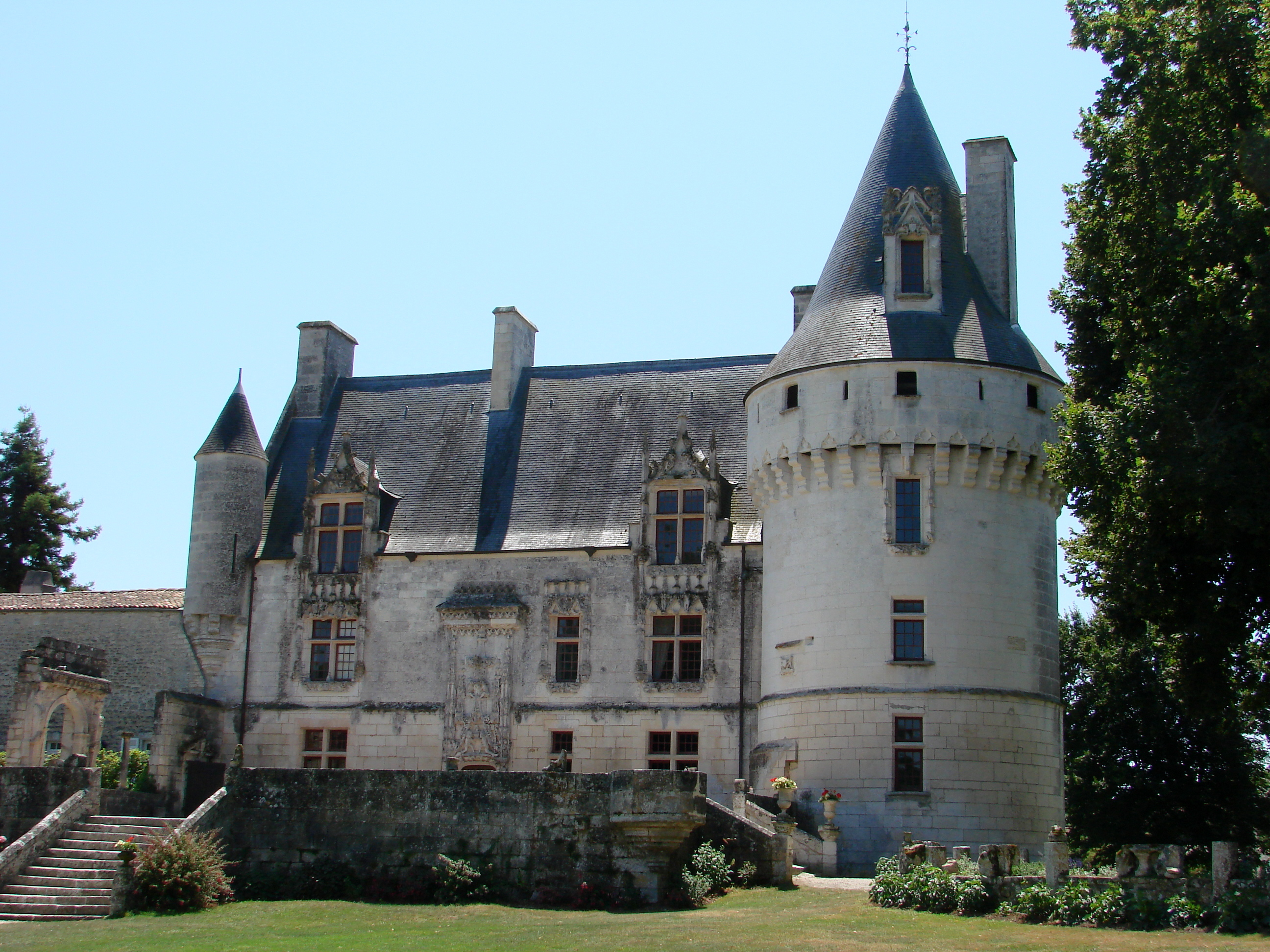
Château de Crazannes
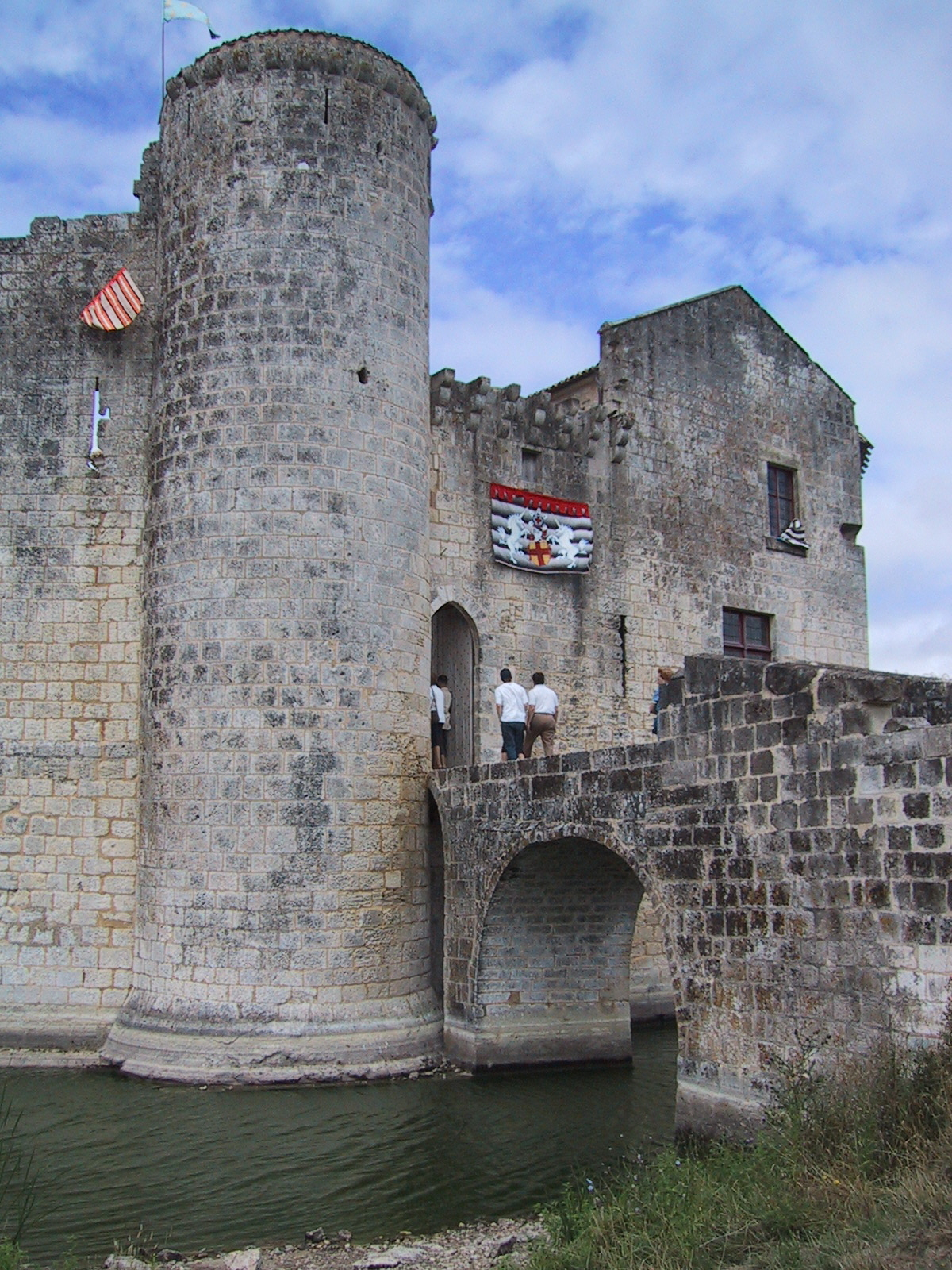
Château de Saint-Jean-d'Angle

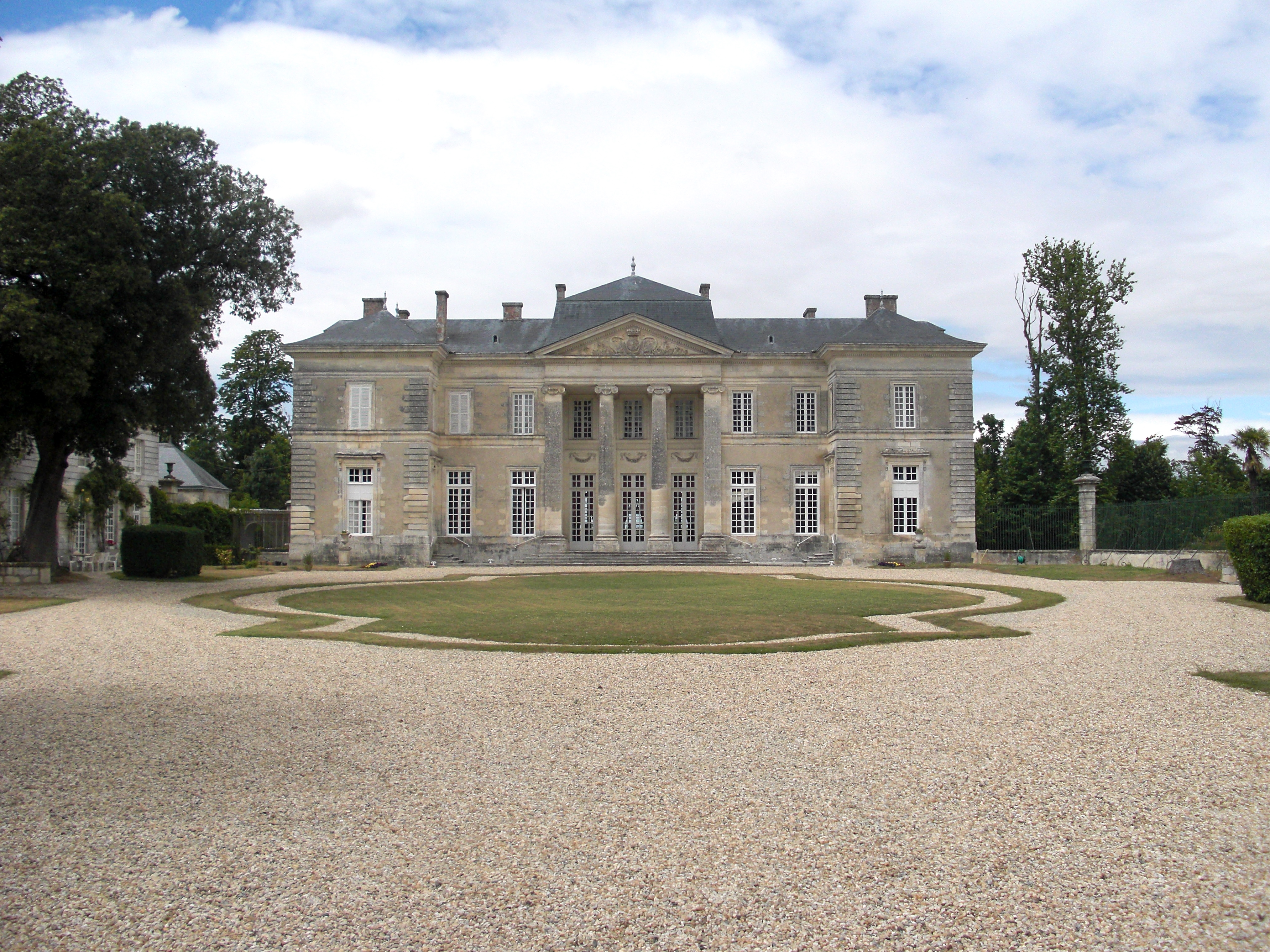
Château de Buzay
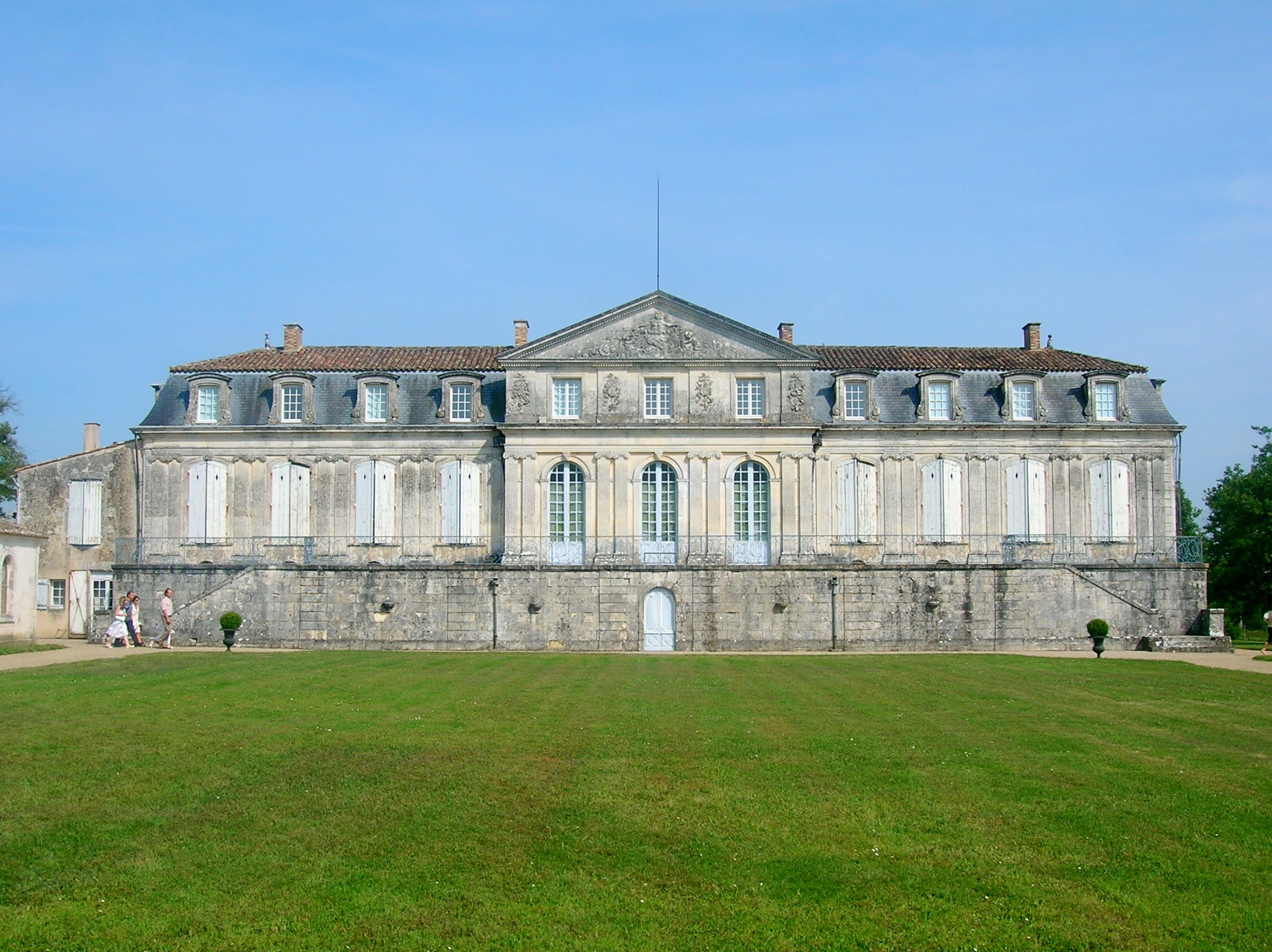
Château de La Gataudière
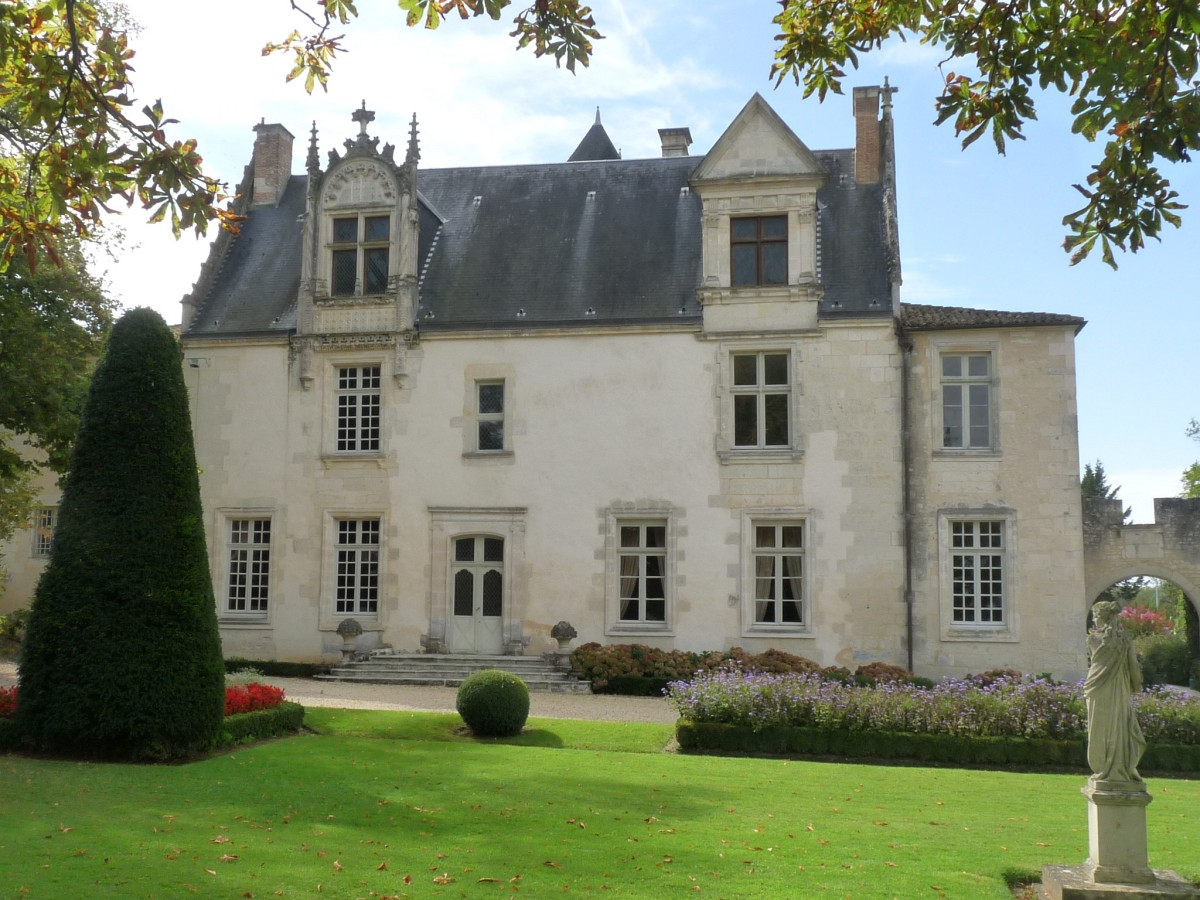
Château de Beaulon
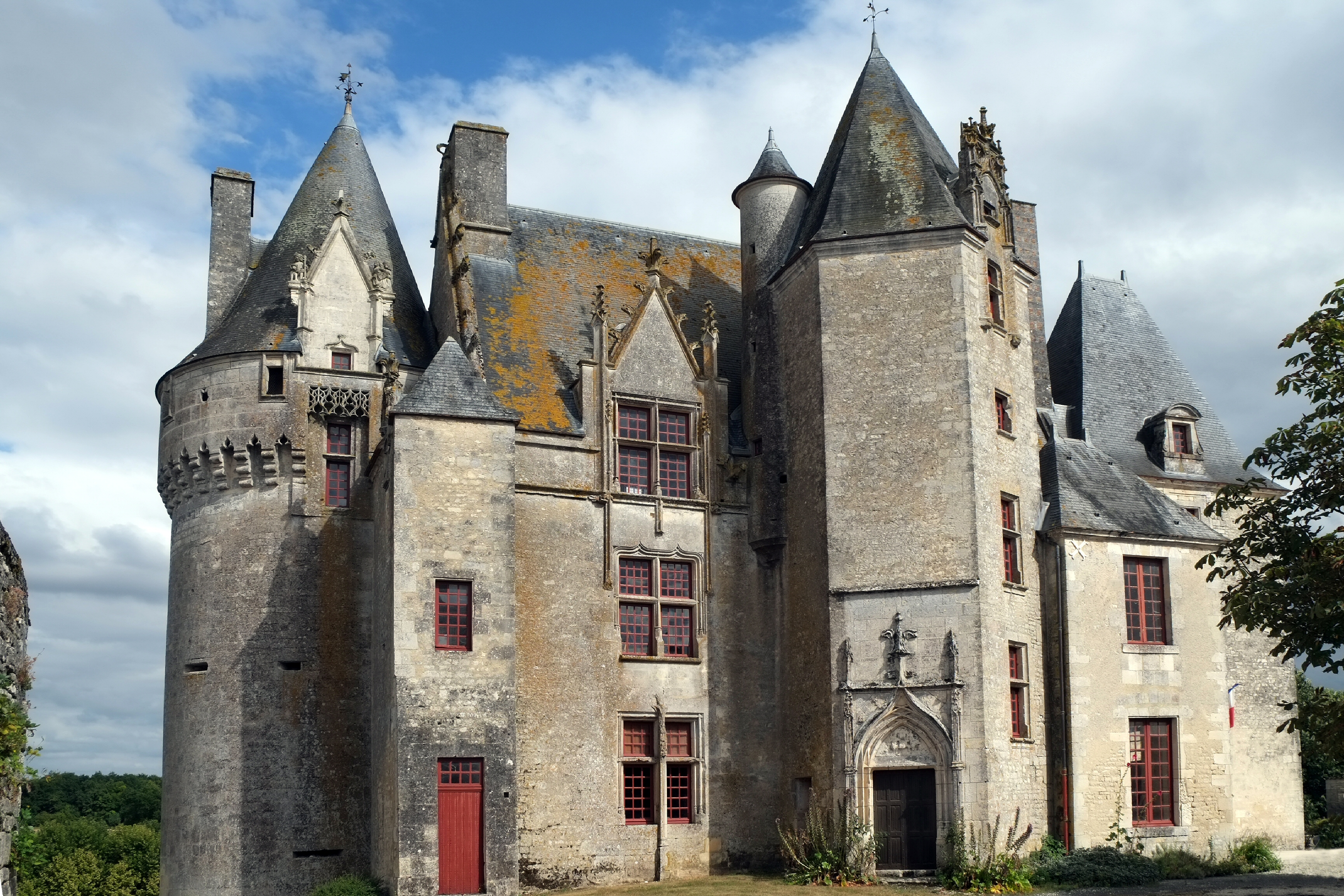
Château de Neuvicq-le-Château

- Château de la Roche-Courbon
- Château de Panloy
- Château de Dampierre-sur-Boutonne
- Château de Crazannes
- Château de Saint-Jean-d'Angle

- Château de Buzay
- Château de La Gataudière
- Château de Beaulon
- Château de Neuvicq-le-Château

## Monumentos religiosos
- Priorato de Trizay
- Abadía de Fontdouce
- Abadía real de Saint-Jean-d'Angély
- Iglesia Saint-Pierre-de-la-Tour d'Aulnay

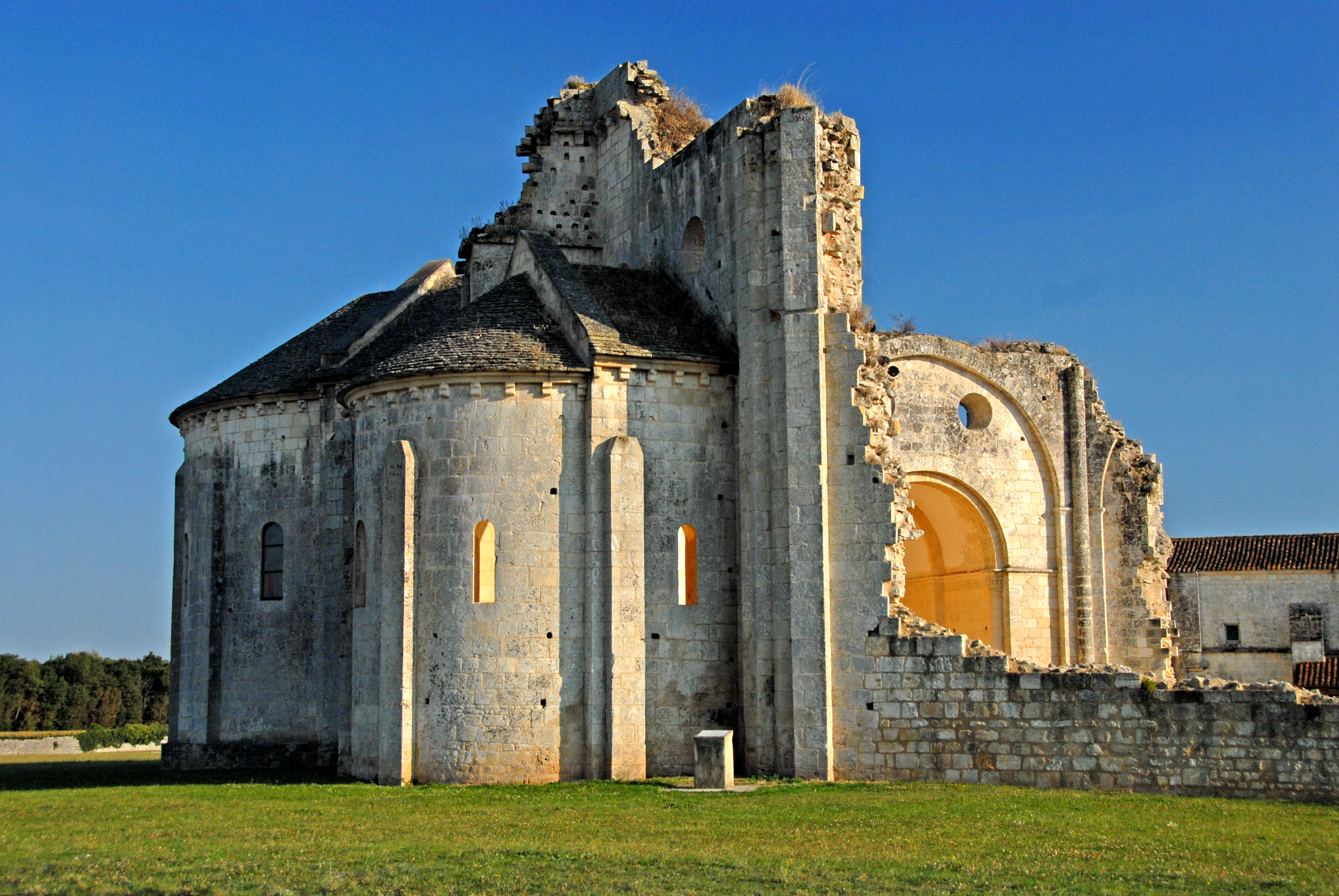
Priorato de Trizay
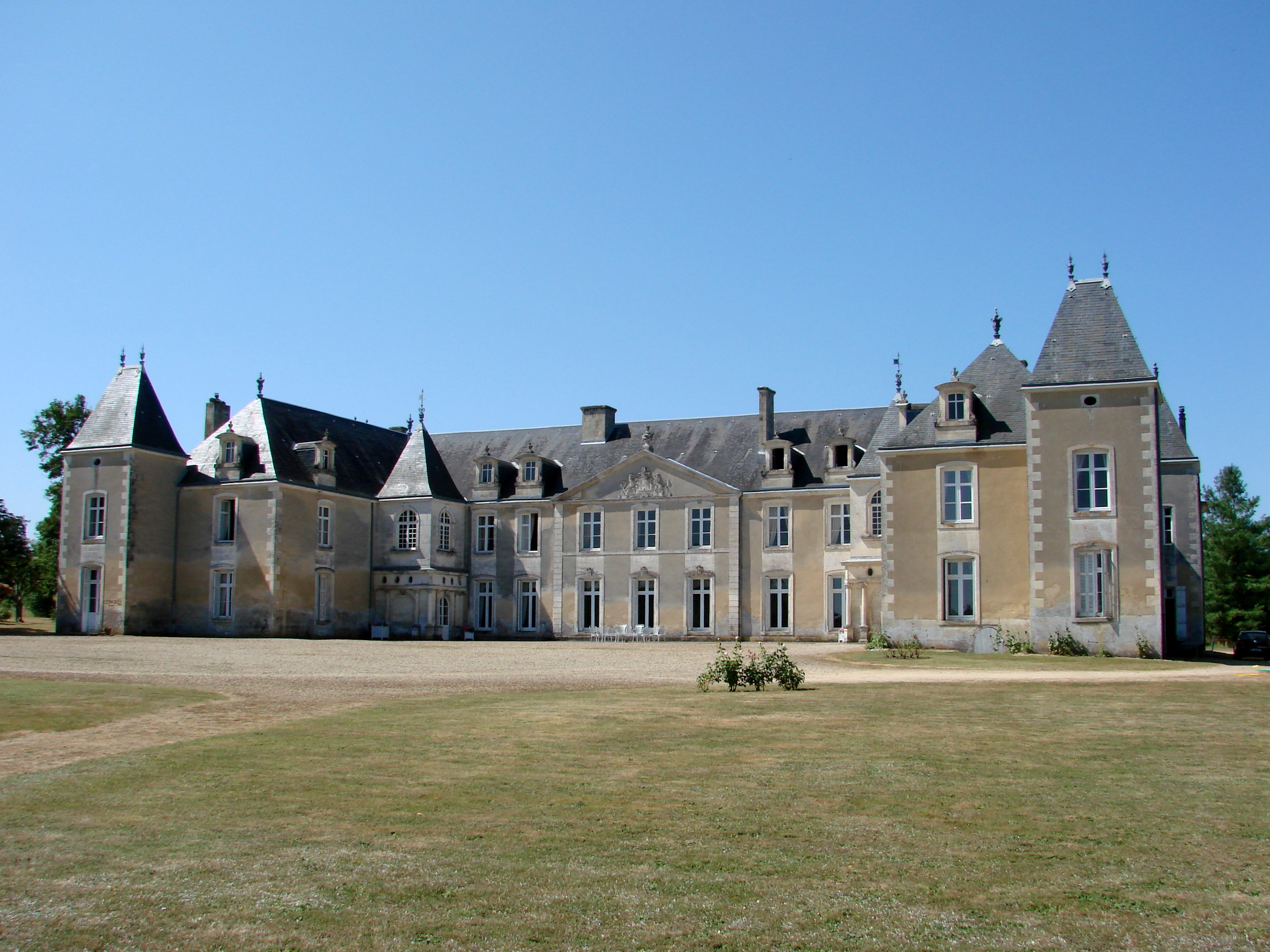
Abadía de Fontdouce
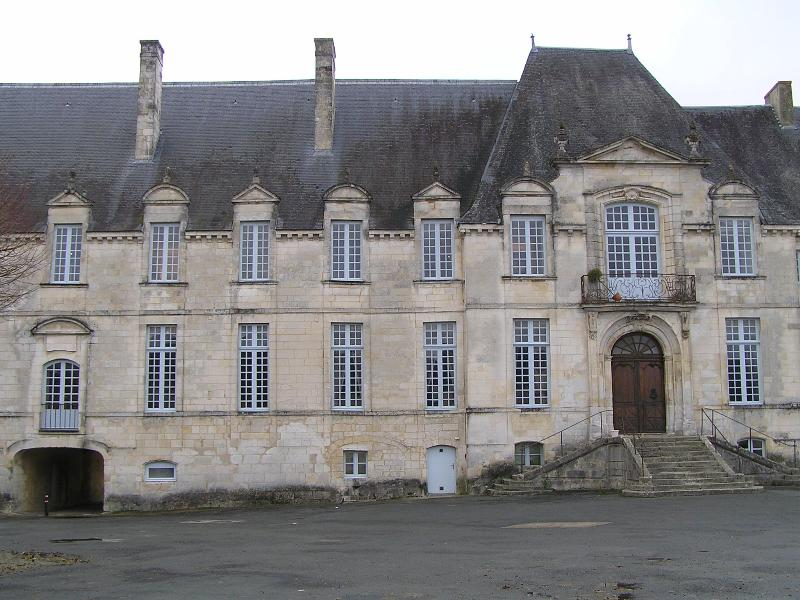
Abadía real de Saint-Jean-d'Angély
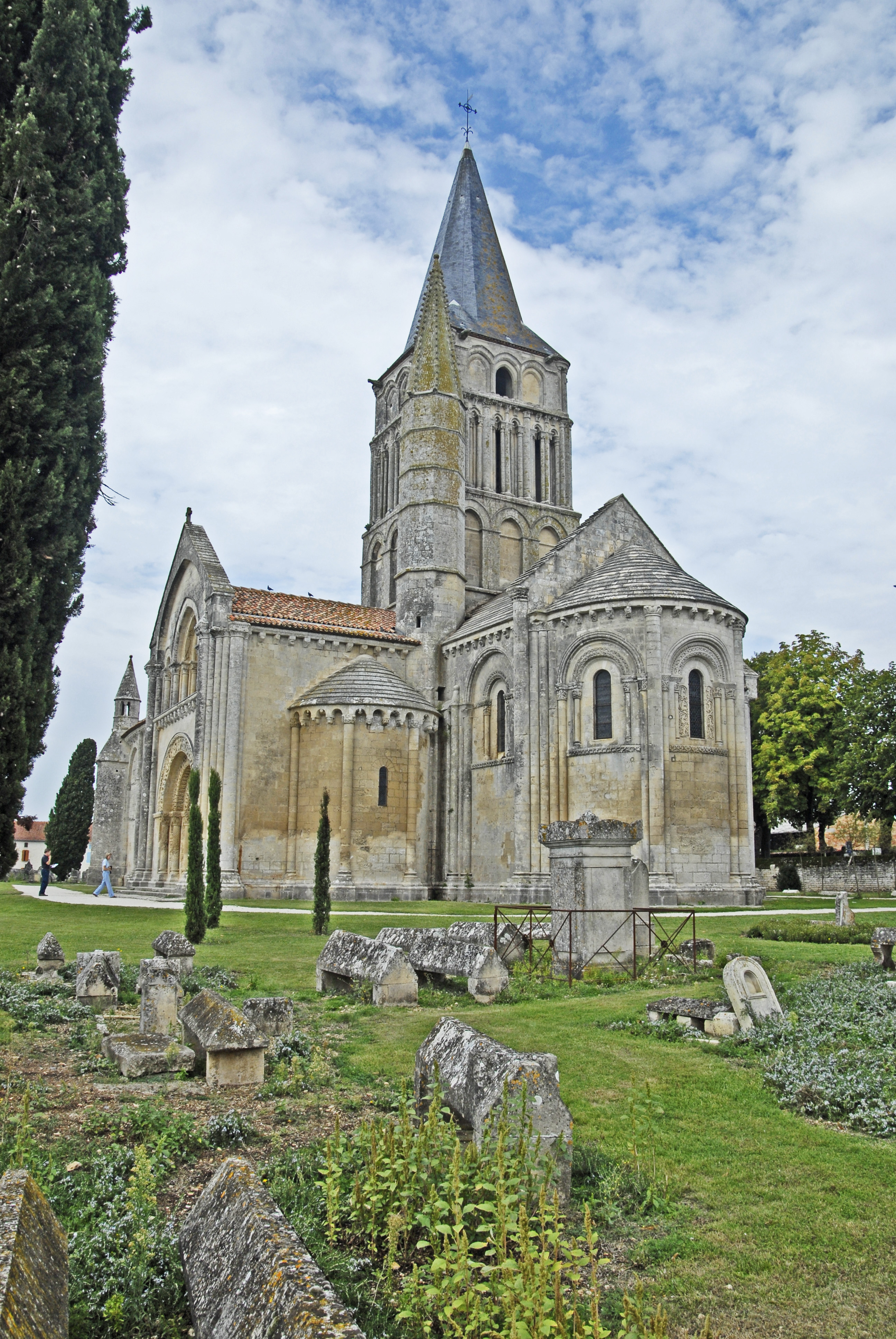
Iglesia Saint-Pierre-de-la-Tour d'Aulnay

## Museos
- Halle aux Vivres en Brouage
- Maison Champlain en Brouage
- Los tesoros de Lisette

## Monumentos históricos
- Donjon de Pons
- Centro histórico de Surgères
- Fort Louvois
- Brouage
- Anfiteatro de Saintes
- Royan, ville d'art et histoire desde 1989

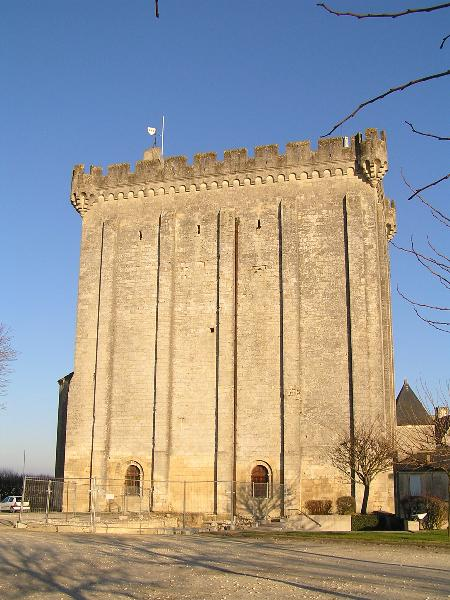
Donjon de Pons
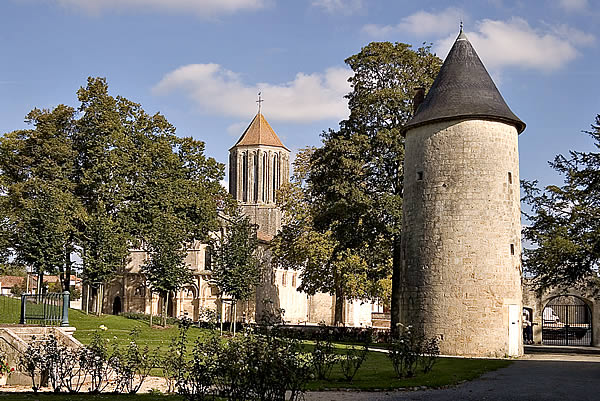
Centro histórico de Surgères
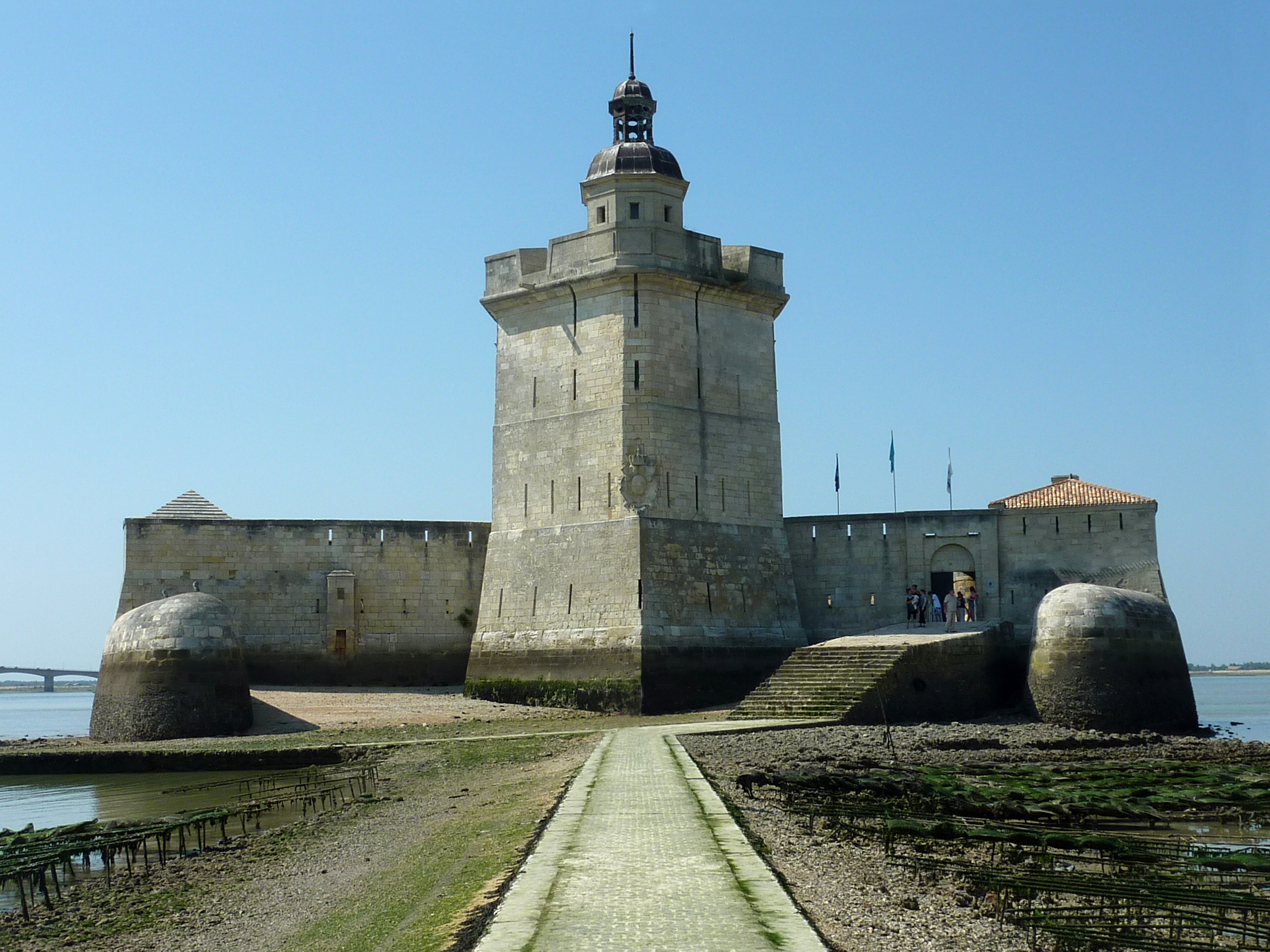
Fort Louvois
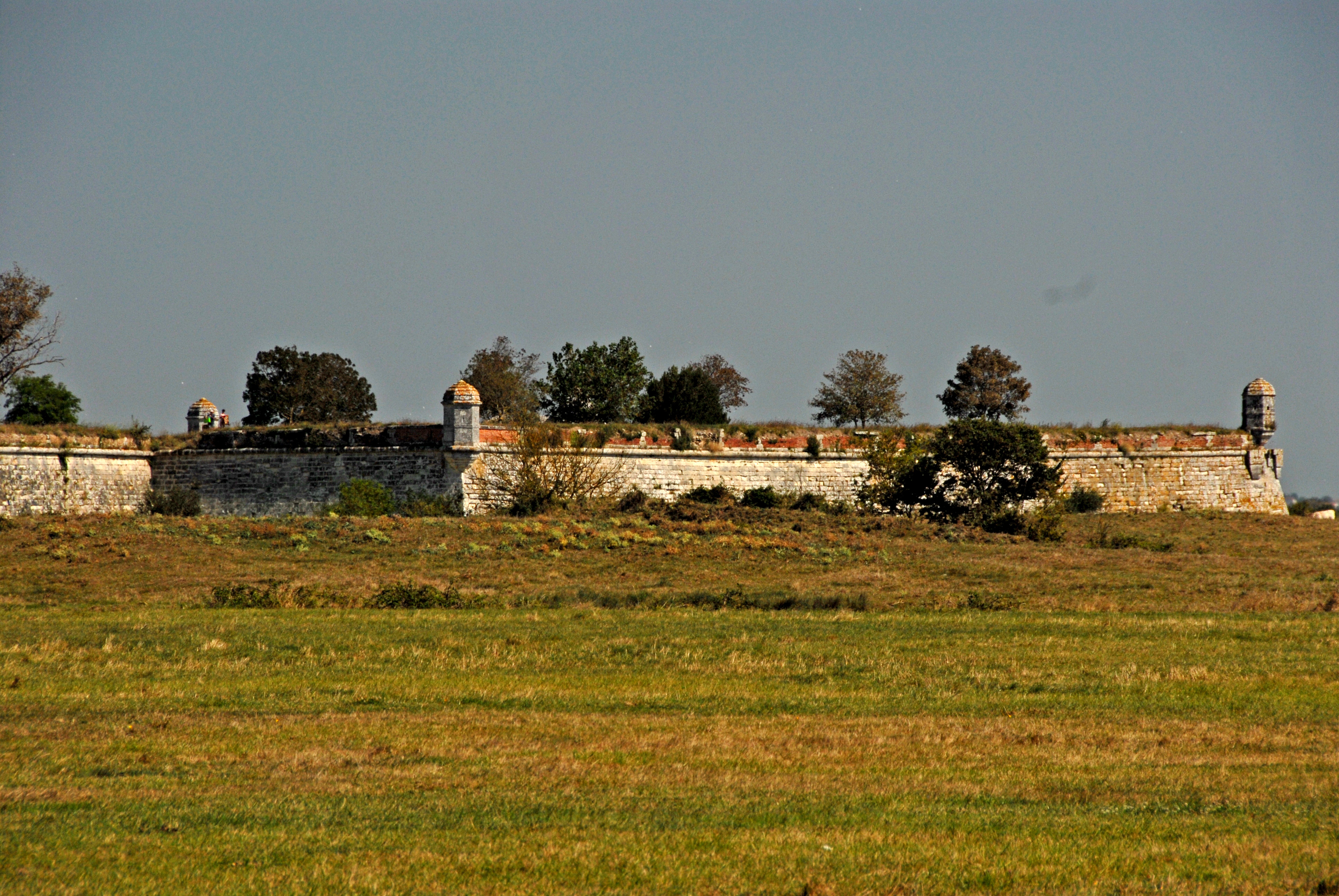
Brouage
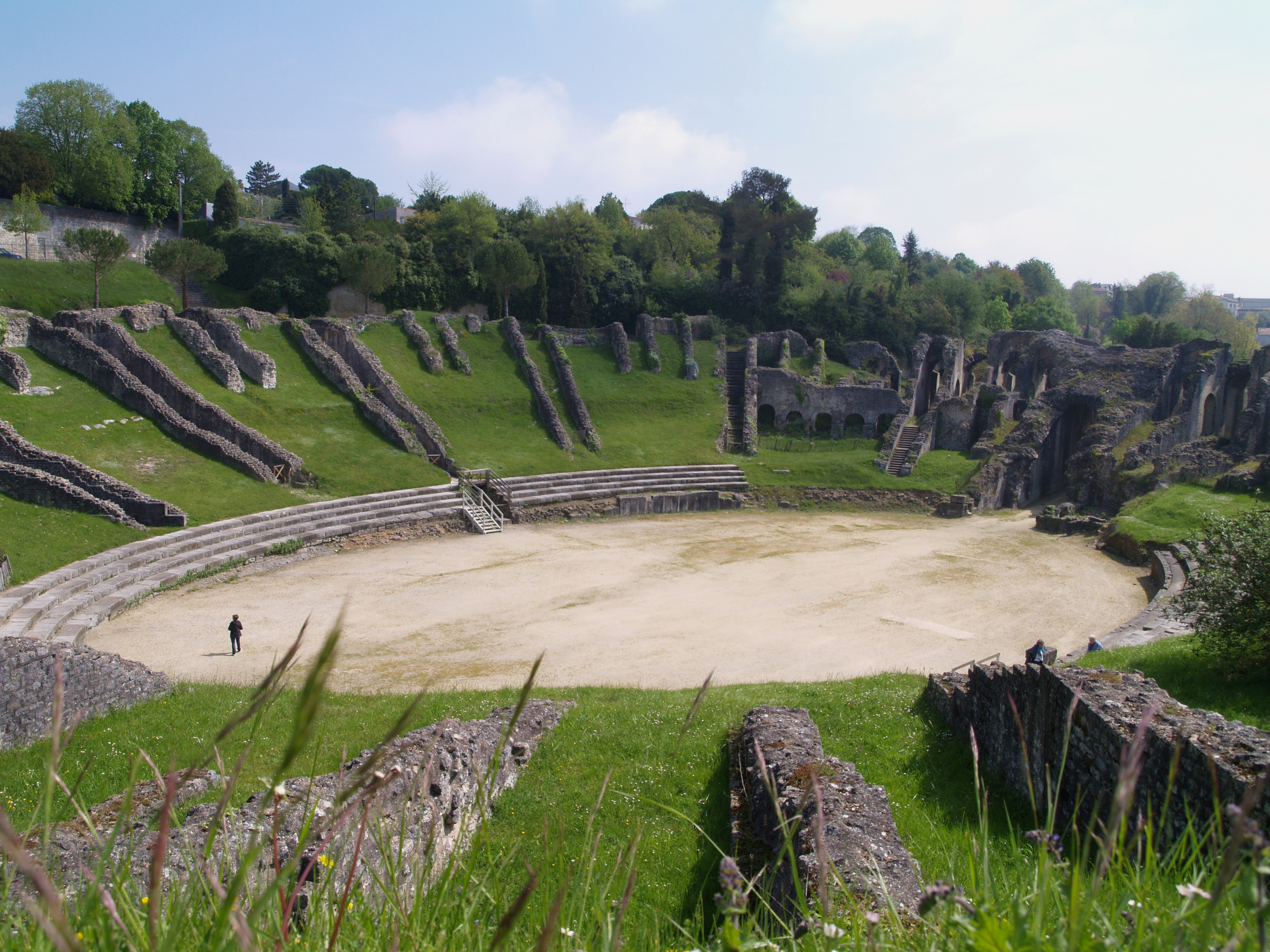
Anfiteatro de Saintes
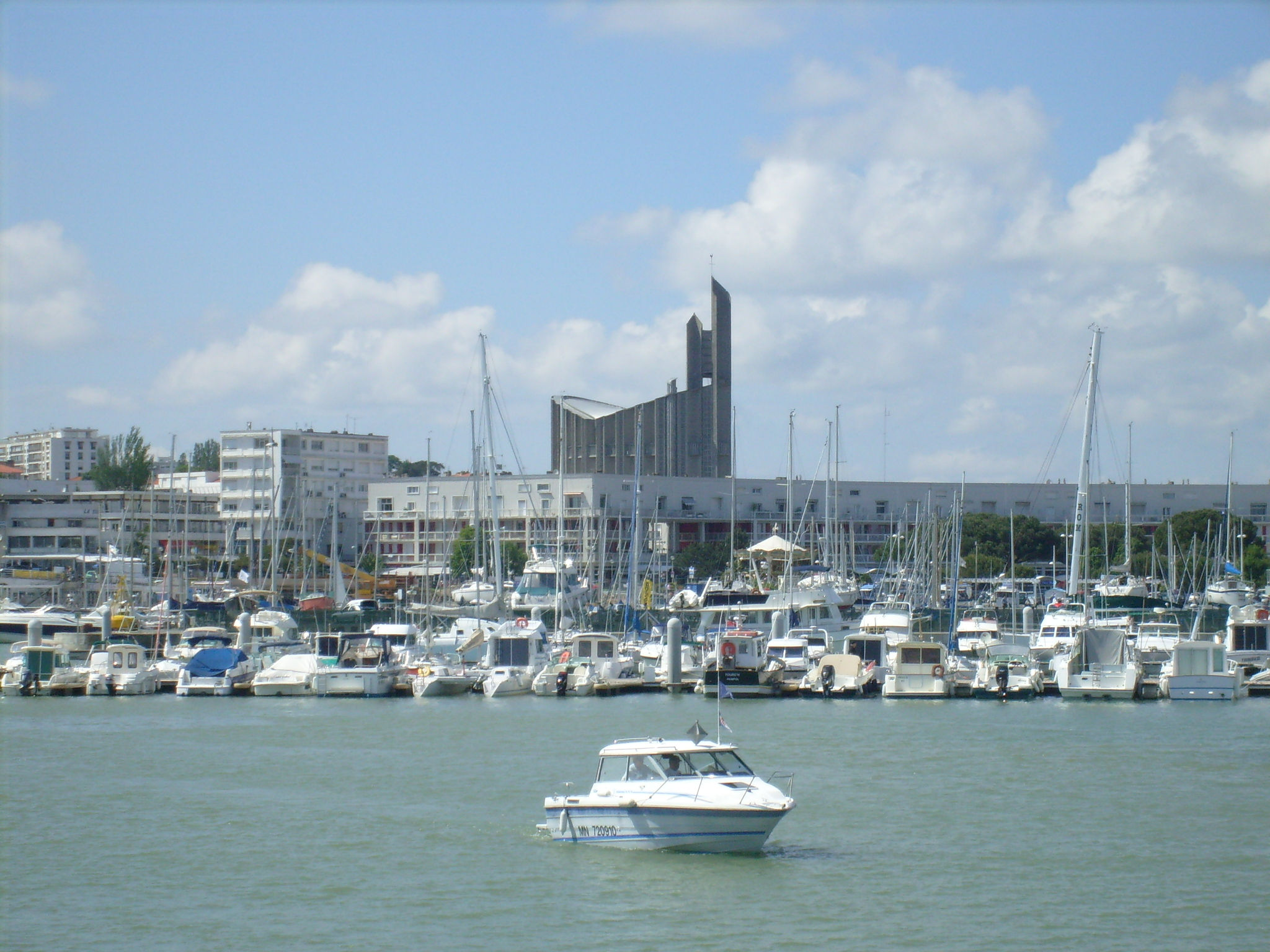
Royan